# 矢作川橋梁 (名鉄名古屋本線)

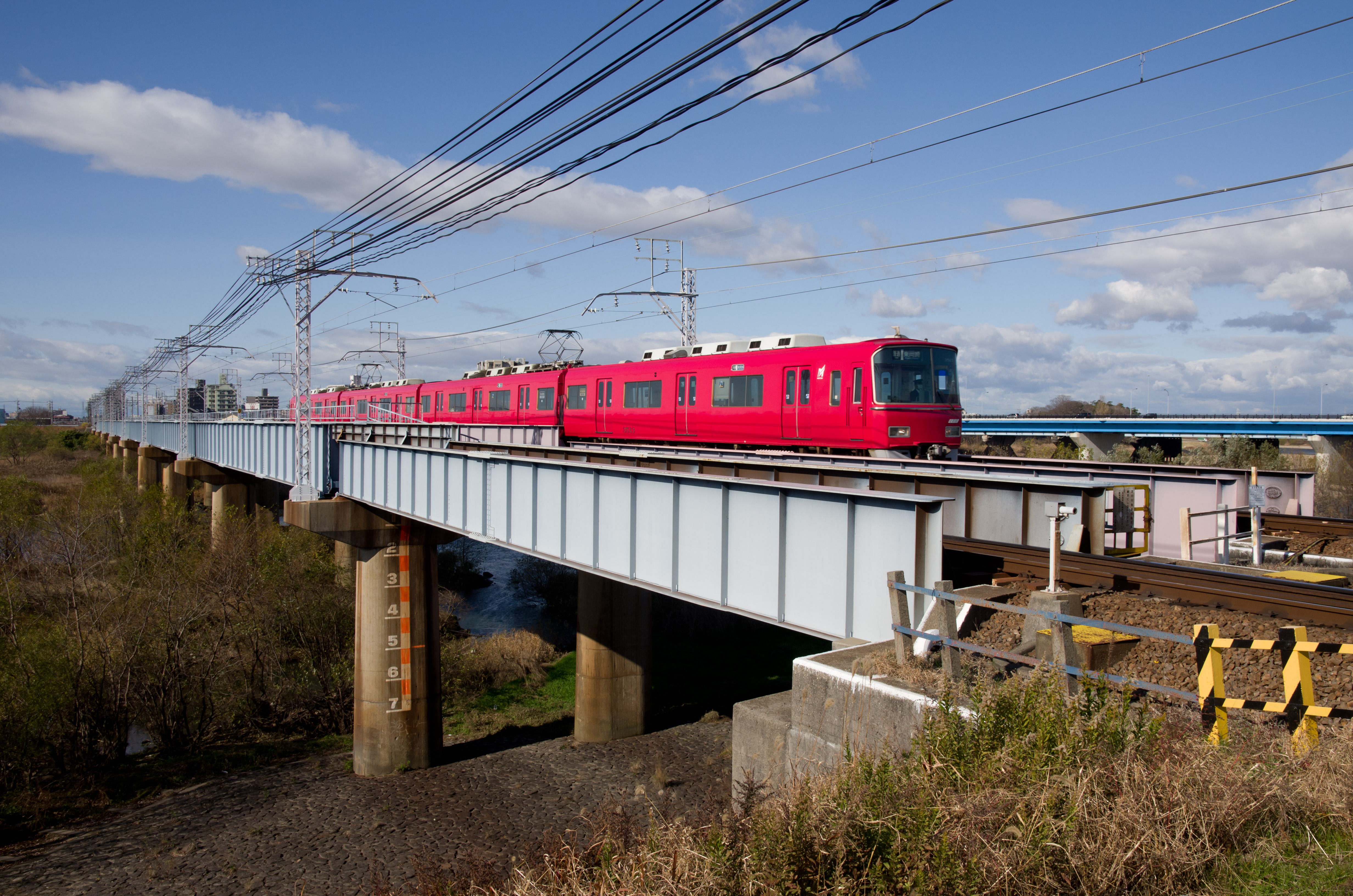
矢作川橋梁。左奥が矢作橋駅側。右奥の青い橋は矢作橋。

矢作川橋梁（やはぎがわきょうりょう）は、愛知県岡崎市の矢作川に架かる名古屋鉄道（名鉄）名古屋本線の橋梁である。現在の橋梁は2代目である。

## 概要
岡崎公園前駅と矢作橋駅の間に架かる鉄道橋である。
かつて、名古屋鉄道（名鉄）には「矢作川橋梁」の名の橋梁が4箇所存在していたが、現存するのは本項の名古屋本線の矢作川橋梁のみである。
初代の矢作川橋梁は、名古屋鉄道（名鉄）の前身である愛知電気鉄道の岡崎線の橋梁として、1923年（大正12年）8月8日、西岡崎 - 東岡崎間開業時に供用開始された。老朽化などにより架け替えられ、1971年（昭和46年）に現在の橋梁が完成する。
2009年（平成21年）現在、名古屋鉄道（名鉄）の橋梁としては3番目の長さである。
現在の橋梁は上下線の間隔が広く取られているため、橋梁付近の名古屋本線は、上り線は直線だが下り線は下流側へ緩いS字カーブを描いて張り出している。

## 各データ
- 供用：1971年（昭和46年）1月
- 延長：327.5m　複線式
- 構造：鋼下路桁
- 区間：愛知県岡崎市八帖南町～岡崎市矢作町

## その他
名古屋鉄道（名鉄）西尾線の矢作川に架かる橋梁は、米津橋梁という。